# Krasawino
Krasawino – miasto w Rosji, w obwodzie wołogodzkim, 648 km na północny wschód od Wołogdy. W 2009 liczyło 7 797 mieszkańców.